# آدام بالاژ
آدام بالاش (مجاری: Ádám Balázs؛ زادهٔ ۱۴ آوریل ۱۹۷۳) آهنگساز و موسیقی‌دان اهل مجارستان است. وی فرزند موسیقی‌دان و آهنگساز کلاسیک، آرپاد بالاژ است و نخستین آهنگساز مجارستانی است که از زمان اجرای بلا بارتوک در سال ۱۹۴۴، اولین اجرای جهانی خود را در تالار کارنگی انجام داد.
از فیلم‌ها یا برنامه‌های تلویزیونی که وی در آن نقش داشته‌است، می‌توان به آواز و در جسم و روح اشاره کرد.